# Gunnar Engström (jurist)
Gunnar Thorleif Engström, född den 31 maj 1910 i Brantevik, Simris församling, Kristianstads län, död där den 11 juli 1988, var en svensk jurist.
Engström avlade studentexamen i Ystad 1930 och juris kandidatexamen vid Lunds universitet 1935. Han genomförde tingstjänstgöring 1935–1938 och blev fiskal i Hovrätten över Skåne och Blekinge 1939, assessor 1947, tillförordnad revisionssekreterare 1952 och hovrättsråd 1953. Engström var sakkunnig i socialdepartementets rättsavdelning tidvis 1948–1954, dess chef 1955–1957, häradshövding i Ingelstads och Järrestads domsaga 1958–1966, i Ystads domsaga 1967–1970, och lagman i Ystads tingsrätt 1971–1977. Han blev riddare av Nordstjärneorden 1955, kommendör av samma orden 1961 och kommendör av första klassen 1974. Engström vilar på Simris nya kyrkogård.